# Johanneshovs IP

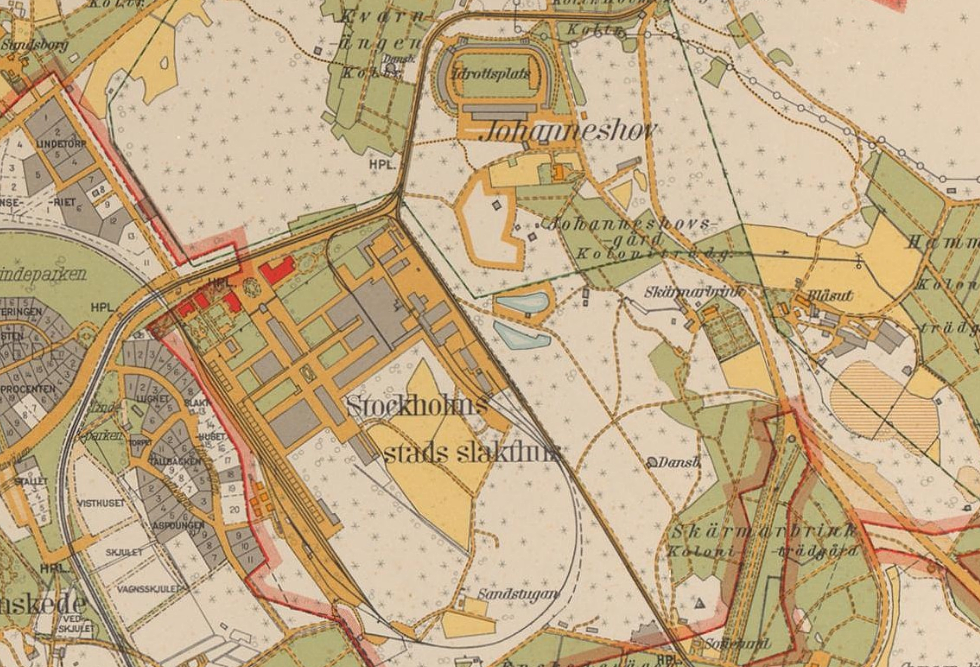
Karta över Stockholm med omnejd, upprättad mellan 1917 och 1934. Slakthusområdet och Johanneshovs IP (i övre bildkant).

Johanneshovs IP var en idrottsplats i Stockholm. 
Johanneshovs IP började byggas 1918 som ett nödhjälpsarbete och invigdes 1928. Anläggningen bestod av en gräsplan, två grusplaner och löparbanor för friidrott. Idrottsplanens norra sida byggdes på delar av befästningsmurar från Johanneshovs skans vars bygge avbröts på 1860-talet. År 1944 utökades anläggningen till en publikkapacitet på 6 000 åskådare. Inför Hammarbys allsvenska återkomst 1954 så rustades idrottsplatsen upp för 180 000 kronor och publikkapaciteten höjdes till drygt 13 000 åskådare. Här spelade Hammarby IF 27 allsvenska matcher åren 1954–61. Publikrekordet är 13 207 besökare mot IFK Göteborg 1955. Sista säsongen 1964 på stadion hade arenan en publikkapacitet runt 8 000 åskådare. Över 10 000 åskådare kom det i comebackmatchen för Nacka Skoglund samma säsong, dock betalade bara 6 721. År 1967 ersattes anläggningen av Söderstadion.